# Bjarne Brustad

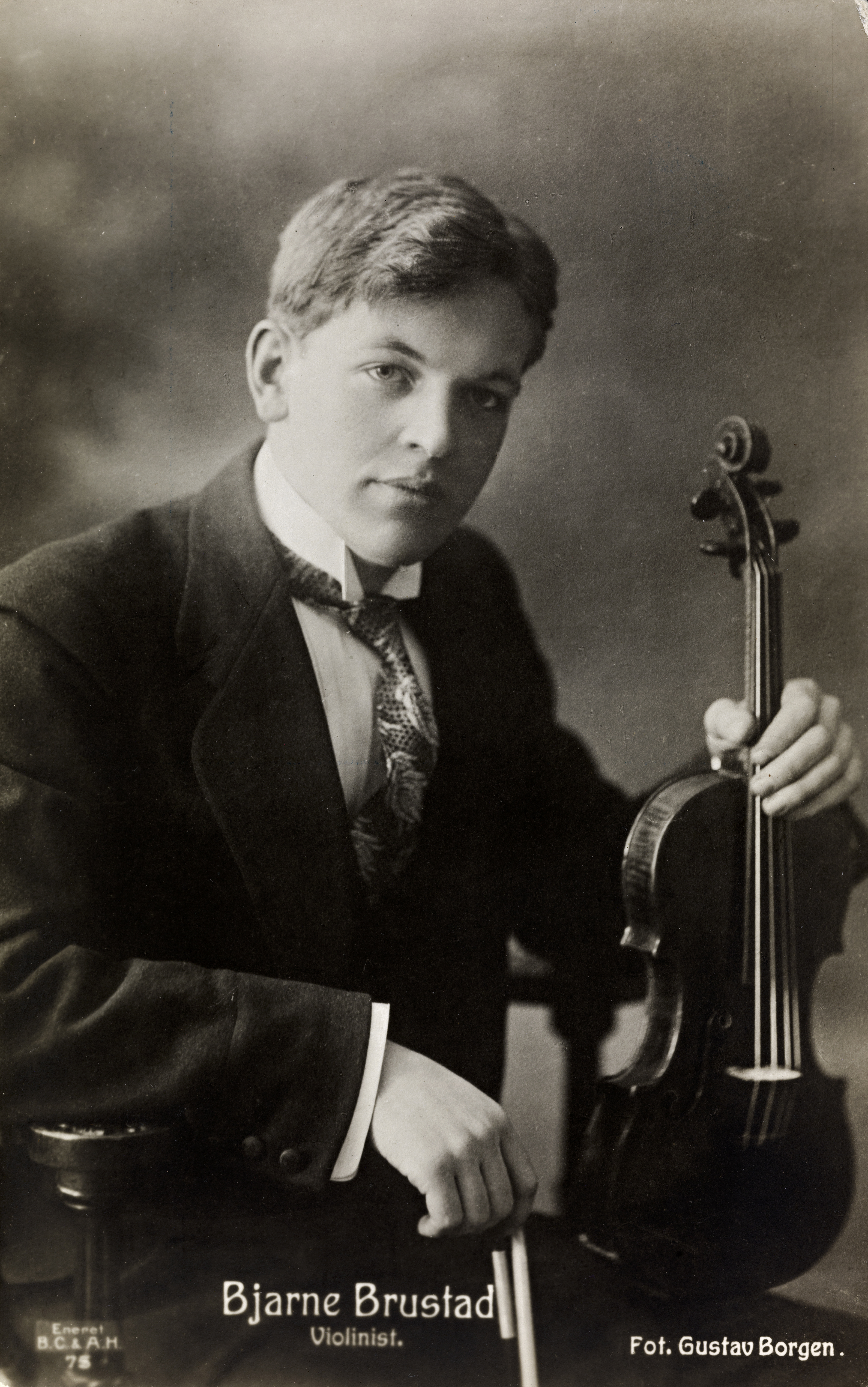
Bjarne Brustad

Bjarne Brustad (* 4. März 1895 in Kristiania; † 20. Mai 1978 in Oslo) war ein norwegischer Komponist, Geiger und Bratscher.
Brustad studierte Komposition und Violine am Konservatorium von Oslo und in Berlin, wo Gustav Lange, Emil Telmányi und Carl Flesch zu seinen Lehrern zählte. Er spielte dann als Geiger und Bratscher im Sinfonieorchester der Philharmonischen Gesellschaft von Oslo und war von 1928 bis 1943 Solobratscher des Orchesters. Daneben unterrichtete er Geige und Komposition an der Staatsakademie für Musik.

## Werke
- Berceuse : for en sangstemme og orkester
- Berceuse for fiolin og piano
- Berceuse and Waltz
- French Suite
- Did you Cry - ?
- Concerto für Violine und Orchester
- Pièce héroique
- Stærvise
- If I were a Little Child
- Hugen, 1912
- Bånsull fra Sunndalen, 1921
- Perpetum Mobile, 1924, 1958
- Nature Morte: Parodie for strykekvartett, 1926
- Norwegian Suite für Viola und Klavier, 1926
- Capricci für Violine und Viola, 1931
- Partita für Viola, 1931, 1957
- Concertino für Viola und Kammerorchester, 1932
- Eventyrsuite, 1932
- Rhapsody für Violine und Orchester, 1933
- Kinderspiele für Klavier, 1934
- Sonata No. 1 für Violine, 1935, 1958
- Concerto Grosso: En studie for orkester, 1938
- Trio für Klarinette, Violine und Viola, 1938
- Fanitulsuite für Violine, 1946
- Serenade für Violine, Klarinette und Fagott, 1947
- Symphony No. 1, 1948
- Ouverture für Orchester, 1950
- Sonata für Violine und Klavier, 1950
- Symphony No. 2, 1951
- Suite No. 2 für Orchester, 1952
- Symphony No. 3, 1953
- Kinderspiele: Suite, 1955
- Sonata No. 2 für Violine, 1956
- Sonata No. 3 für Violine, 1957
- Cabaret, 1958
- Day-dreams, 1958
- Divertimento für Flöte, 1958
- Streichquartett No. 3, 1959
- Violin Concerto No. 4, 1961
- Symphony No. 4, 1967
- Symphony No. 5, 1967
- Serenade für Bläserquintett, 1969
- Suite, 1959
- Concerto für Klarinette und Streicher, 1970
- Symphony No. 6, 1970
- Symphony No. 7, 1972

| Personendaten    | Personendaten                                |
| ---------------- | -------------------------------------------- |
| NAME             | Brustad, Bjarne                              |
| KURZBESCHREIBUNG | norwegischer Geiger, Bratscher und Komponist |
| GEBURTSDATUM     | 4. März 1895                                 |
| GEBURTSORT       | Oslo                                         |
| STERBEDATUM      | 20. Mai 1978                                 |
| STERBEORT        | Oslo                                         |